# Lubomír Kejval
Lubomír "Luboš" Kejval (Havlíčkův Brod, 4 februari 1976) is een Tsjechisch voormalig wielrenner. Hij reed als professional tussen 1998 en 2004. Zijn broer Miroslav was ook wielrenner.

## Palmares
2000
1e en 2 e etappe Ronde van Slowakije
2e etappe Ronde van Cuba
2001
3e etappe Ronde van Slowakije